# St. Jacobi (Jüterbog)

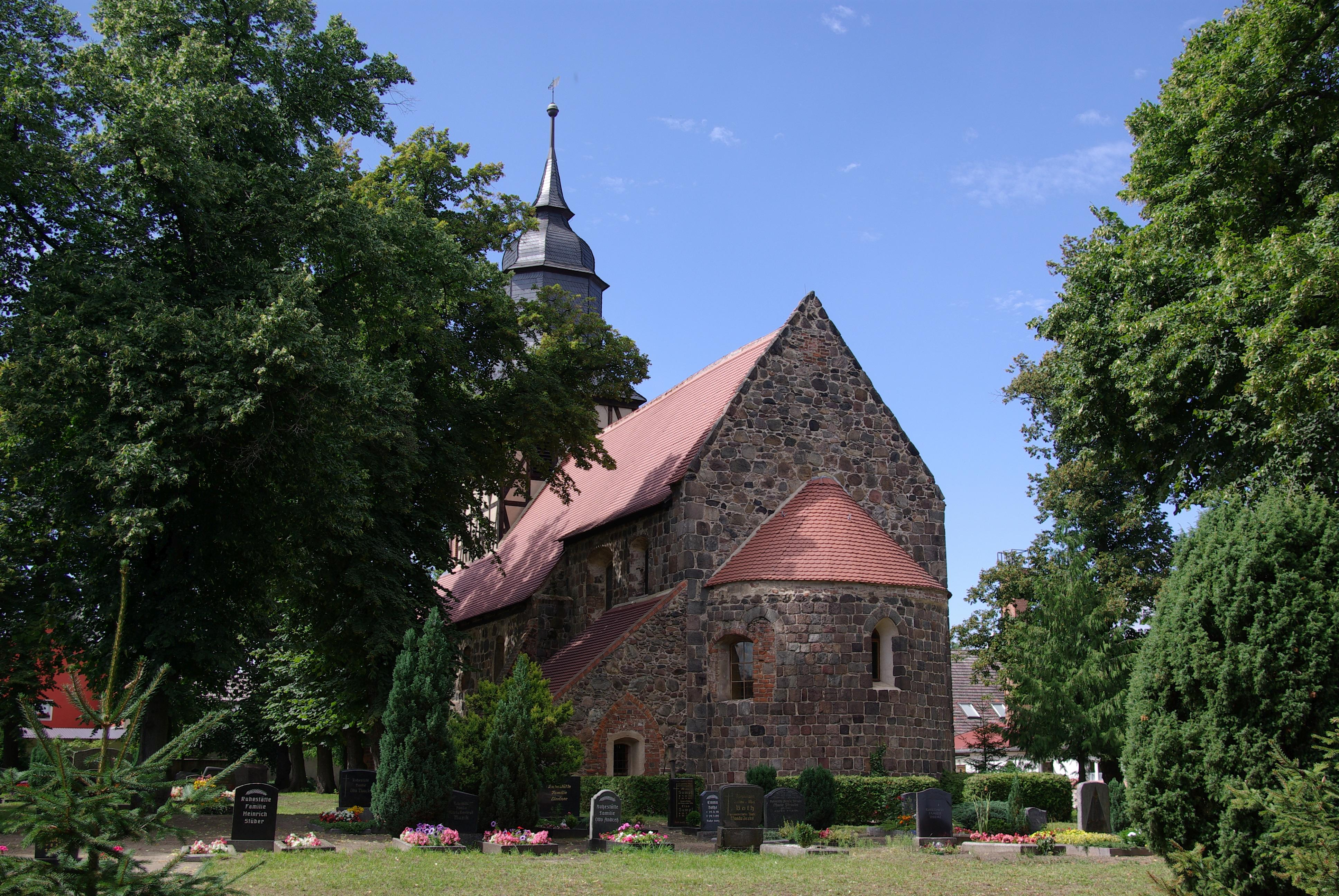
Die Kirche in Jüterbog-Neumarkt

Die denkmalgeschützte Pfarrkirche St. Jacobi (St.-Jacobi-Kirche) im Jüterboger Stadtteil Neumarkt im Landkreis Teltow-Fläming in Brandenburg in zentraler Ortslage auf dem Kirchhof ist heute der St.-Nikolai-Kirche in Jüterbog zugeordnet.

## Die Geschichte
Der Bau der Kirche begann zu Beginn des 13. Jahrhunderts. Sie war möglicherweise als Basilika geplant, wurde aber im zweiten Viertel des 13. Jahrhunderts kleiner fertig gebaut. Im 15. Jahrhundert wurde die Sakristei angefügt. 
Während des Dreißigjährigen Krieges war der Ort Neumarkt zeitweise unbewohnt, wurde aber ab 1636 durch zurückkehrende Bewohner wieder besiedelt, die Dachwerke und die Tonnengewölbe der Kirche errichteten.
Laut Wetterfahne wurde der Turm im Jahre 1724 errichtet. Weitere Veränderungen im 18. Jahrhundert erfolgten an den Fenstern. Im Jahre 1822 wurden Kanzel und Altar zusammengefügt und im 19. Jahrhundert Teile des Turmes erneuert. Von 1996 bis 1999 wurde die Kirche renoviert.

## Kirche
Die Kirche ist ein Saalbau im Stil der Spätromanik mit eingezogener Apsis und Chor. Die Fenster aus jener Zeit sind mit Feldstein umrandet. Im Chor befinden sich zwei Fenster im Stil des Barocks. An der Südseite des Chores befindet sich die Sakristei mit spätmittelalterlicher Tür. Bis zum Zeitpunkt des Baues des Turms befanden sich die Glocken in einem neben der Kirche stehenden Glockenturm. Das Schiff und der Chor überspannt eine Holztonne als Decke, die Apsis eine Kalotte. An der Ostseite des Schiffes befindet sich ein Triumphbogen.
Die Decken- und Wandmalereien aus der zweiten Hälfte des 15. Jahrhunderts wurden im Jahre 1901 entdeckt bis 1904 teilweise geändert wieder aufgemalt. Sie sind heute nur noch schlecht erkennbar. An der Nordseite des Chores befinden sich Darstellungen der Passion in fünf Szenen. An der Südseite wurde die Salbung, die Grablegung, die Auferstehung, die Höllenfahrt und die Himmelfahrt Christi dargestellt. Auf der Nordseite des Schiffes befindet sich ein Landschaftsbild, wann es entstand und was es darstellen soll, ist unklar. An der Ostseite des Schiffes befindet sich eine Strahlenkranzmadonna. In der Holztonnendecke befinden sich Malereien aus dem Jahr 1701 von Schorn aus Berlin.

## Ausstattung
Von den drei Altären aus dem Mittelaltar sind nur noch Teile des Jacobialtars vorhanden. Wann der Altaraufsatz entstand, ist unbekannt, genannt werden je nach Quelle die Jahre 1708, 1709 und 1736, erstellt wurde er von dem Jüterboger Bildhauer Johann Angermann. Rechts und links befinden sich Säulen, diese werden seitlich von Moses und Jesus Christus begleitet, zwischen den Säulen befindet sich der Kanzelkorb. In der Predella befindet sich eine Darstellung des Abendmahles, über dem Kanzelkorb ist eine Strahlengloriole mit einem Gottesauge. Im Jahre 1999 wurde der Altaraufsatz renoviert, dabei wurden Malereien aus dem 19. Jahrhundert freigelegt.
Der spätgotische Taufstein mit achteckiger Kuppa und rundem Fuß hat einen achteckigen Sockel. In einem Holzring auf dem Taufstein befindet sich eine Taufschale aus Messing aus dem 16. Jahrhundert. Auf dem Fries befinden sich Stierköpfe mit Blättern und Blüten, in der Mitte ist ein Löwe dargestellt. Die Orgel aus dem Jahr 1784 wurde 1932 von der Firma Sauer aus Frankfurt (Oder) renoviert. Auf einem Balken unter dem Triumphbogen befindet sich ein Kruzifix aus dem 15. Jahrhundert.
In der Apsis ist ein kleiner Opferkasten in Gestalt einer Truhe abgestellt, er wurde im Spätmittelalter aus einem Baum geschaffen.
An drei Seiten des Schiffes befinden sich Emporen. Auf der nördlichen Empore befindet sich die Aufschrift „AD. 1604, PETRVS. BERENT. HANS. LEMAN. LORENTZ. MELIS“. Die westliche zweigeschossige Empore wurde 1724 errichtet, das zweite Geschoss kam mit Einbau der Orgel im Jahre 1784 hinzu. Die alten Emporenbänke sind erhalten. Der Beichtstuhl oder Pfarrersitz stammt aus dem Jahr 1721. Das Chorgestühl wurde vor oder Mitte des 17. Jahrhunderts erstellt.
Weiter befinden sich Gedenktafeln für die Kriege von 1864 bis 1871 und für Gefallene und Tote des Ersten Weltkrieges in der Kirche.
Die beiden Glocken stammen aus dem 13. Jahrhundert und aus dem Jahr 1538.